# SOMEDAY (CALLの曲)
「SOMEDAY」（サムデイ）は、日本のCALLの3rdシングルである。1995年11月1日にソニー・ミュージックエンタテインメント/HIT STREETよりリリースされた。

## 解説
- 男性デュオのCALL（櫻井茂雄、小林基弘）の3rdシングルである。NACK5『JAPANESE DREAM』では、1995年10月期に4位を獲得しているが、CALLのシングル「僕に必要なもの」「Silent Star」「Pure」を含めると低位置で終わっている。
- JOYSOUNDでは「SOMEDAY」がエントリーされている（2022年1月現在）。
- 復刻版『僕が歌う理由+5』ではシングルの全楽曲が収録されている）[1]。

## 収録曲
1. SOMEDAY 【4:37】
  - 作詞: 櫻井茂雄、作曲: 櫻井茂雄、編曲: CALL・岩崎琢
  - テレビ朝日『ビートたけしのTVタックル』エンディングテーマ
2. もう一度微笑んで 【5:00】
  - 作詞: 櫻井茂雄、作曲: 櫻井茂雄、編曲: CALL・岩崎琢
3. SOMEDAY（オリジナル・カラオケ） 【4:37】